# Gerbillus andersoni
Gerbillus andersoni és una espècie de mamífer rosegador de la família dels múrids. Viu a Egipte, Israel, Jordània, Líbia i Tunísia. Els seus hàbitats naturals són les planes costaneres i els deserts litorals. És una espècie en risc mínim, és a dir, no sembla que hi hagi cap amenaça significativa per a la seva supervivència.
L'espècie fou anomenada en honor del naturalista escocès John Anderson.